# Alfred William Alcock
Alfred William Alcock (ur. 23 czerwca 1859 w Bombaju, zm. 24 marca 1933 w Belvedere) – brytyjski lekarz, przyrodnik, karcynolog (badacz skorupiaków) i ichtiolog. Zajmował się głównie systematyką zwierząt, opisując wiele nowych gatunków. Badał też biologię i fizjologię ryb. Od 1901 roku był członkiem Royal Society.
Na jego cześć nazwano m.in. gatunki:
- Bathynemertes alcocki Laidlaw, 1906
- Sabellaria alcocki Gravier, 1906
- Pourtalesia alcocki Koehler, 1914
- Aristeus alcocki Ramadan, 1938
- Pasiphaea alcocki (Wood-Mason & Alcock, 1891).

## Wybrane prace
- A guide to the zoological collections exhibited in the fish gallery of the Indian Museum (1899) PDF na stronie Internet Archive
- A descriptive catalogue of the Indian deep-sea fishes in the Indian Museum : being a revised account of the deep-sea fishes collected by the Royal Indian marine survey ship Investigator (1899) PDF